# Benzotriin
Benzotriin ili ciklo[6]ugljenik je hipotetičko jedinjenje, alotrop ugljenika sa molekulskom formulom C
6. Molekul je prsten od šest atoma ugljenika, povezanih naizmeničnim trostrukim i jednostrukim vezama. On je, stoga, potencijalni član porodice ciklo[n]ugljenika.
Bilo je nekoliko pokušaja da se sintetiše benzotriin, npr. pirolizom melitnog anhidrida, ali bez uspeha prema podacima iy 2011. godine. Proračuni sugerišu da je alternativna ciklična kumulenska struktura, nazvana cikloheksaheksaen, minimum potencijalne energije okvira ciklo[6]ugljenika. Nejasno je da li je ova druga struktura izomer ili ograničavajuća rezonantna struktura.

## Osobine
Benzotriin je organsko jedinjenje, koje sadrži 6 atoma ugljenika i ima molekulsku masu od 72,064 .
| Osobina                  | Vrednost |
| ------------------------ | -------- |
| Broj akceptora vodonika  | 0        |
| Broj donora vodonika     | 0        |
| Broj rotacionih veza     | 0        |
| Particioni koeficijent ( | 1,8      |
| Rastvorljivost (logS, log(mol/L))       | 2,0      |
| Polarna površina (PSA, Å2)  | 0,0      |

## Literatura
- Clayden, Jonathan; Greeves, Nick; Warren, Stuart; Wothers, Peter (2001). Organic Chemistry (I изд.). Oxford University Press. ISBN 978-0-19-850346-0.
- Smith, Michael B.; March, Jerry (2007). Advanced Organic Chemistry: Reactions, Mechanisms, and Structure (6th изд.). New York: Wiley-Interscience. ISBN 0-471-72091-7.